# 미국 육군사관학교

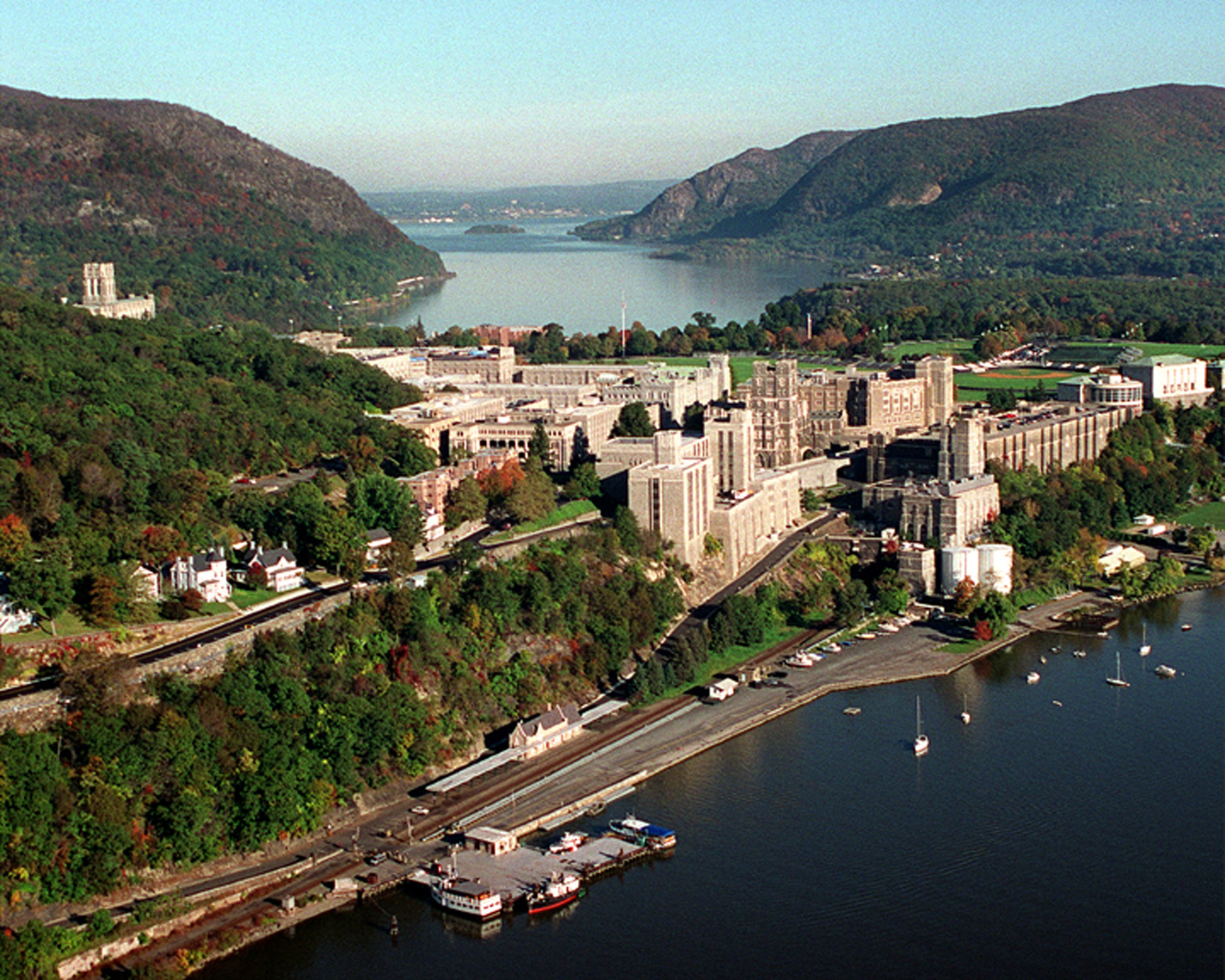
웨스트포인트 캠퍼스

미국 육군사관학교(美國 陸軍士官學校, 영어: United States Military Academy, USMA) 또는 별칭인 웨스트 포인트(West Point)는 미국 육군의 장교 양성 기관으로 뉴욕주 웨스트포인트 시에 위치해 있다. 웨스트 포인트는 1802년 당시 신생 미국의 군대를 이끌어가기 위한 사관학교로 설립되었다.

## 연혁

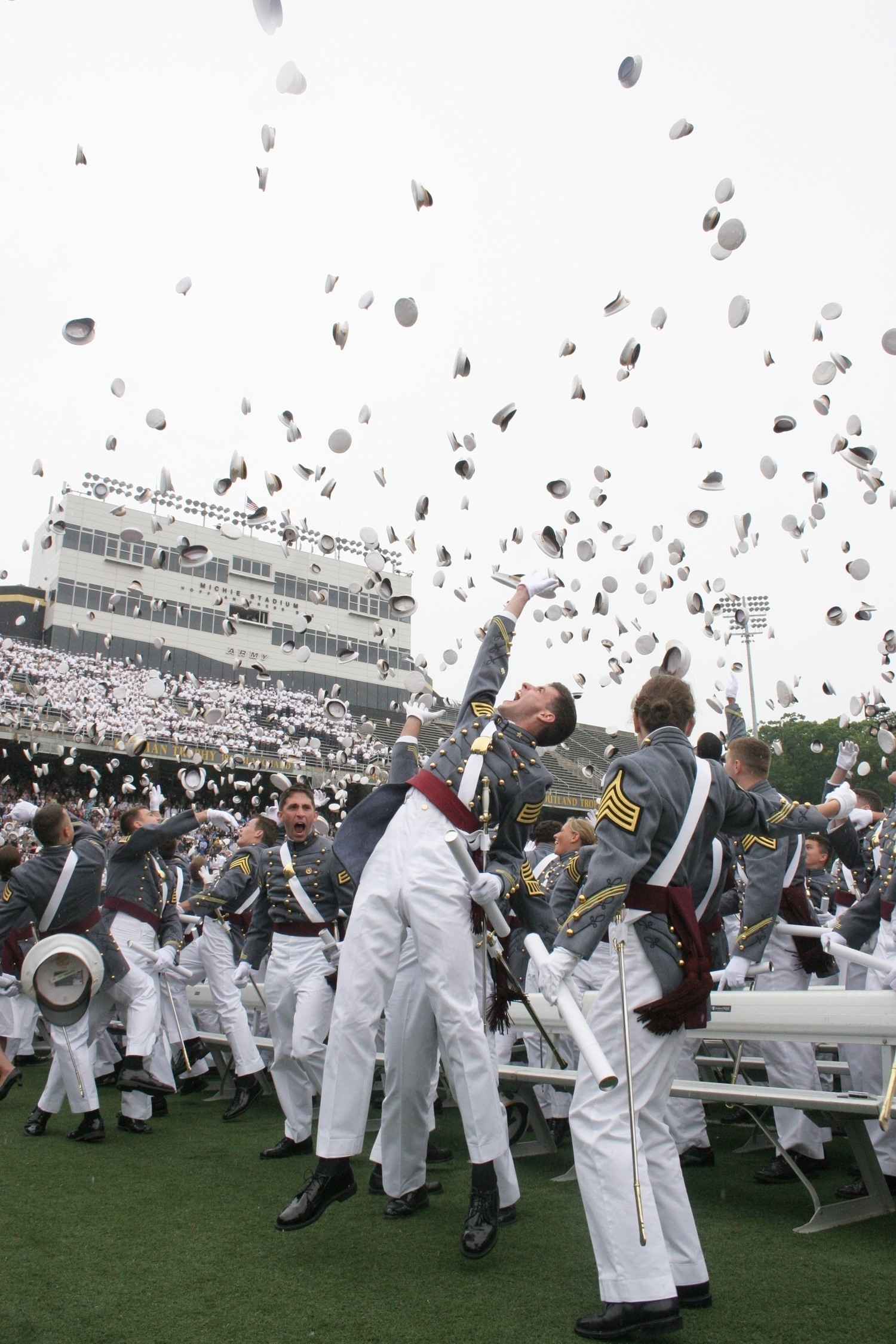
2008년 웨스트포인트 졸업식 광경

웨스트포인트는 미국 뉴욕주 남동쪽에 있는 도시의 이름이며, 이곳에 미국의 육군사관학교가 소재하고 있기 때문에 일반적으로 미국 육군사관학교의 대명사로 쓰이고 있다.
프랑스의 사관학교를 모델로 한 웨스트포인트는 1802년 7월 4일에 5명의 교관과 10명의 생도로 창립되었다. 17세~22세의 독신 미국 시민 중에서 선발된 사관생도에게 4년간의 소정 교육을 실시한 후 졸업과 동시에 육군 소위로 임관시키고 이학사(Bachelor of Science) 학위를 수여한다.
졸업생 가운데에는 율리시스 그랜트 대통령과 드와이트 D. 아이젠하워 대통령, 더글러스 맥아더 장군, 조지 S. 패튼 장군, 노먼 슈워츠코프 장군과 같은 저명한 정치가나 고위 장성이 많다.

## 입학 현황
웨스트포인트에 입학하게 되면 미국 육군이 모든 학비와 생활비를 제공해주며, 재학 기간 중 한달에 80만원 이상의 "월급"까지 주기 때문에 고등학생들에게 매우 인기가 높다. 2020 가을에 입학한 신입생의 경우 12,294 명의 지원자 중 9.8%만이 합격했었다. 웨스트포인트는 최근 미국 상위권 대학 중 강의실 밖에서 도움이 필요하면 교수와 가장 쉽게 만날 수 있는 대학(Most Accessible Professors)으로 선정되기도 했다. (미국 입시정보 제공업체 프린스턴 리뷰, 2009년 7월)
또한 미국 육군사관학교는 2009년 포브스지 선정 '최고의 미국 대학교 순위'에서 프린스턴, 칼텍, 하버드, 스와스모어, 윌리엄스를 제치고 1위를 차지했다.

## 입시
미군의 장성급 장교 또는 미국의 정치인의 추천서가 있어야 입학 지원이 가능하다. 이 추천서를 받기 위해 에세이를 작성해야 하는데 이 과정이 매우 어렵다. 추천서를 얻어낸 이후 입학 시험이 시작된다.

## 같이 보기
- 미국의 군사
- 미국 해군사관학교
- 대한민국 육군3사관학교
- 대한민국 육군사관학교
- 대한민국 해군사관학교
- 대한민국 공군사관학교